# البهائية في تركيا
ترتبط البهائية ارتباطًا وثيقًا بدولة تركيا، إذ نُفي بهاء الله، مؤسس الديانة، إلى القسطنطينية من قبل السلطات العثمانية في المراحل التكوينية الأولى للديانة. ومنذ نشأة البهائية في الدولة العثمانية، ثم في تركيا، ظلت المكانة القانونية للديانة محل جدل، لا سيما مع سعي المجتمع البهائي لتأسيس هياكل تنظيمية على نطاق أوسع. وفي القرن الحادي والعشرين، لا تزال العديد من العقبات قائمة، إذ لا يمكن للبهائيين التسجيل رسميًا لدى الحكومة. ومع ذلك، لا يواجه أفراد المجتمع البهائي اضطهادًا كبيرًا، بفضل مبدأ فصل الدين عن الدولة في تركيا. وتُقدّر أعداد البهائيين في البلاد ما بين 10,000 إلى 20,000 شخص، ويوجد نحو مئة تجمع روحي محلي بهائي.

## المرحلة المبكرة
كانت العديد من المناطق الجغرافية المهمة في بدايات الديانة البهائية تحت سيطرة الدولة العثمانية، التي نشأت تركيا على أنقاضها بعد انهيارها في عشرينيات القرن العشرين. ويعود أول تفاعل بين تاريخ البهائية وما يُعرف اليوم بتركيا إلى عام 1846، عندما اعتُقل ملا علي البسطامي، وهو بابي (أي من أتباع الديانة السابقة للبهائية)، في بغداد الخاضعة للعثمانيين، بسبب قيامه بنشر تعاليم الديانة، وأُرسل سجينًا إلى إسطنبول.
وفي عام 1863، عندما كان بهاء الله في بغداد بسبب نفيه من فارس، قامت السلطات العثمانية بنفيه مجددًا إلى إسطنبول، ثم لاحقًا إلى أدرنة في الجزء الغربي من تركيا، وأخيرًا إلى مدينة عكا الواقعة اليوم في إسرائيل. وخلال إقامته في إسطنبول وأدرنة، بدأ أتباع هذه العقيدة يُعرفون باسم البهائيين، كما كُتب جزء كبير من كتابات بهاء الله أثناء وجوده في ما يُعرف اليوم بتركيا. ورغم أن غالبية تلك الكتابات كانت باللغة العربية أو الفارسية، فإن الشخصيات المركزية في الديانة البهائية كتبوا أيضًا بالتركية. ومع ذلك، فإن معظم الأدبيات البهائية المبكرة باللغة التركية طُبعت في المجتمعات البهائية الكبيرة في باكو بـأذربيجان وعشق آباد.